# Rafael Serrano Velázquez
Rafael Serrano Velázquez (Madrid, Comunidad de Madrid, España, 21 de noviembre de 1983) es un árbitro de baloncesto español de la liga ACB. Pertenece al Comité de Árbitros de la Comunidad de Madrid.

## Trayectoria
Se inició en el mundo del arbitraje en año 2001 en la escuela de árbitros de la Federación de Baloncesto de Madrid (FBM) donde más tarde compaginó su actividad de árbitro como de técnico arbitral en las diferentes categorías del Comité de Árbitros de la FBM. Antes fue jugador, del 1992 hasta sus inicios arbitrales.
Rafael representó al arbitraje Madrileño en X edición de la Copa Adecco Plata, celebrada en enero de 2010, en Huesca. En 2012 arbitró la Supercopa Femenina celebrada en Salamanca.
En la temporada 2007/08 se incorpora al Grupo 2 FEB, arbitrando posteriormente en el Grupo 1 desde la temporada 2008/2009 hasta la 2012/13. La temporada 2013/14 fue la de su debut en la Liga ACB.

## Temporadas
| Categoría        | País   | Año               |
| ---------------- | ------ | ----------------- |
| Categorías bases | España | 2001 - 2007       |
| Liga EBA         | España | 2007 - 2008       |
| Liga LEB         | España | 2008 - 2013       |
| Liga ACB         | España | 2013 - Actualidad |